# Ob 35-letnici
Ob 35-letnici (včasih poimenovan tudi Pihalni orkester Litostroj po naslovnici ali kar Litostrojska po prvi skladbi) je album takratnega Pihalnega orkestra Litostroj, ki je izšel kot vinilna plošča leta 1985 pri založbi Helidon.

## O albumu
Album je izšel ob 35. obletnici ustanovitve orkestra.
Na naslovnici albuma so člani orkestra slikani skupaj s svojim dirigentom Blagojem Ilićem v tovarni Litostroj v Ljubljani.
Prvo skladbo na albumu (»Litostrojsko koračnico«), je skladatelj Ladislav Leško posvetil prav temu sestavu.

## Seznam posnetkov
| Stran A | Stran A           | Stran A  | Stran A |
| Št.     | Naslov            | Pisec    | Dolžina |
| ------- | ----------------- | -------- | ------- |
| 1.      | „Litostrojska‟    | L. Leško | 3:36    |
| 2.      | „Gremo v Besnico‟ | B. Ilić  | 2:45    |

| Stran B         | Stran B                      | Stran B                | Stran B |
| Št.             | Naslov                       | Pisec                  | Dolžina |
| --------------- | ---------------------------- | ---------------------- | ------- |
| 1.              | „Marš Na Drini‟              | S. Binički             | 3:07    |
| 2.              | „Šuštarska nedelja v Tržiču‟ | S. Avsenik, V. Ovsenik | 3:30    |
| Skupna dolžina: | Skupna dolžina:              | Skupna dolžina:        | 12:58   |

## Sodelujoči

### Pihalni orkester Ljubljana / Pihalni orkester Litostroj
- Blagoje Ilić – dirigent

### Produkcija
- Vera Zupanič – oblikovanje
- Vinko Udovič – fotografija